# Галерија грбова Андоре
Галерија грбова Андоре обухвата актуелни грб Кнежевине Андоре, њене историјске грбове, као и грбове њених парохија.

## Актуелни грб Андоре
- Грб
 Кнежевине Андоре 
 (1969–данас)

## Историјски делови Андоре
- прва четвртина 
  Грб Сео де Уржеља, 
 сада насеље у Каталонији
- друга четвртина 
  Грб бивше Грофовије Фоа, 
 сада део Француске
- трећа четвртина 
  Грб Круне Арагона, 
 сада део Шпаније
- четврта четвртина 
  Грб бивше Висконтије Беарн, 
 сада део Француске

## Грбови паронија Андоре
- Канило
- Енкамп
- Ордино
- Ла Масана
- Андора ла Веља
- Сан Жулија де Лорија
- Ескалдес-Енгордани